# Les Pradeaux
Les Pradeaux ist eine französische Gemeinde mit 355 Einwohnern (Stand: 1. Januar 2022) im Département Puy-de-Dôme in der Region Auvergne-Rhône-Alpes (vor 2016 Auvergne). Sie gehört zum Arrondissement Issoire und zum Kanton Brassac-les-Mines (bis 2015: Kanton Sauxillanges). 

## Geographie
Les Pradeaux liegt etwa 31 Kilometer südsüdöstlich von Clermont-Ferrand. Das Gemeindegebiet wird im Westen vom Fluss Allier durchquert, in den hier sein Zufluss Parcelles einmündet. Umgeben wird Les Pradeaux von den Nachbargemeinden Parentignat im Norden, Saint-Rémy-de-Chargnat im Osten, Saint-Martin-des-Plains im Süden und Südosten, Nonette-Orsonnette im Süden sowie Le Broc im Westen.

## Bevölkerungsentwicklung
| Jahr                       | 1962 | 1968 | 1975 | 1982 | 1990 | 1999 | 2006 | 2013 |
| Einwohner                  | 336  | 313  | 354  | 284  | 273  | 299  | 324  | 320  |
| Quellen: Cassini und INSEE |      |      |      |      |      |      |      |      |

## Sehenswürdigkeiten

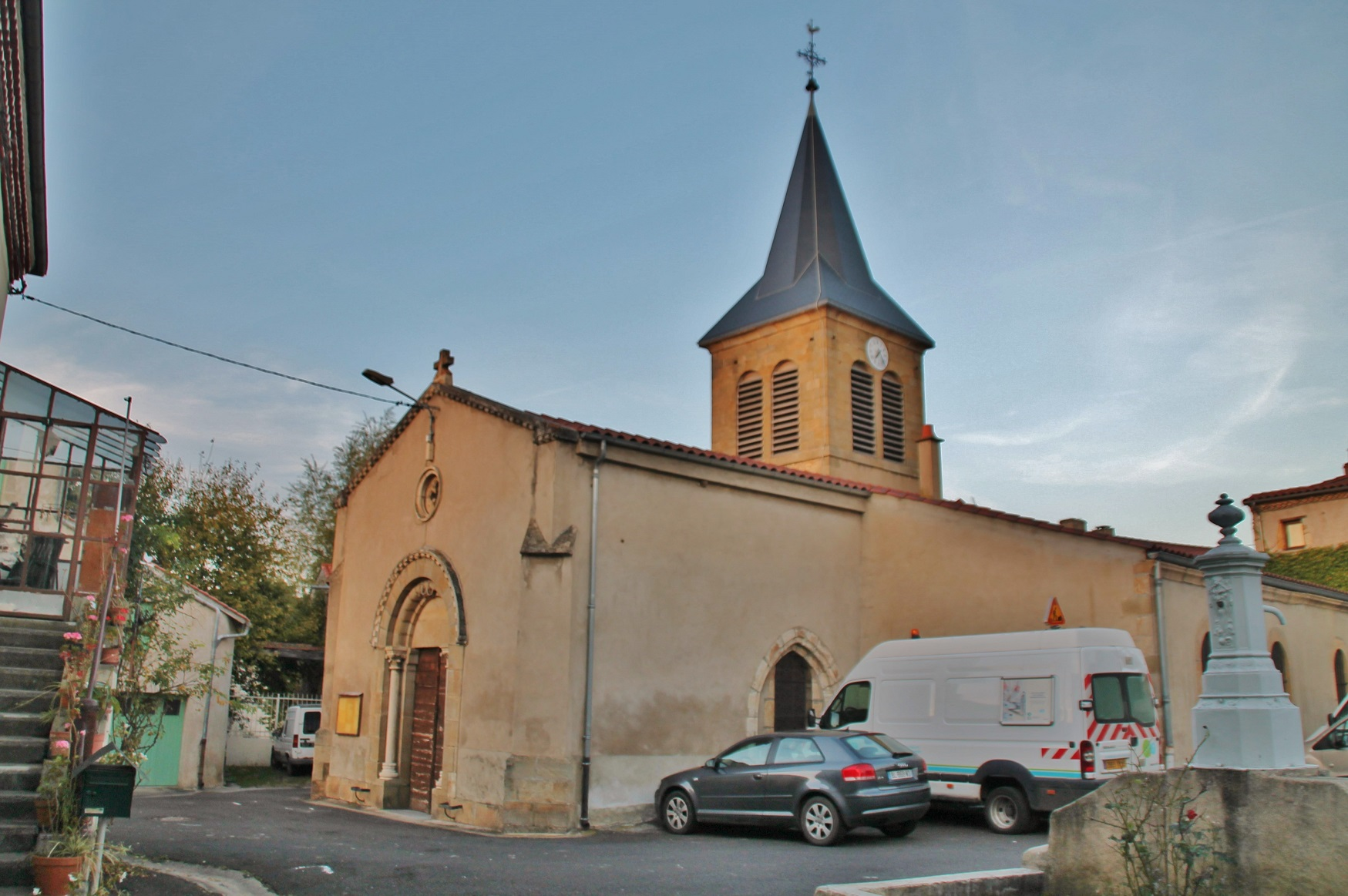
Kirche Notre-Dame-de-l'Assomption
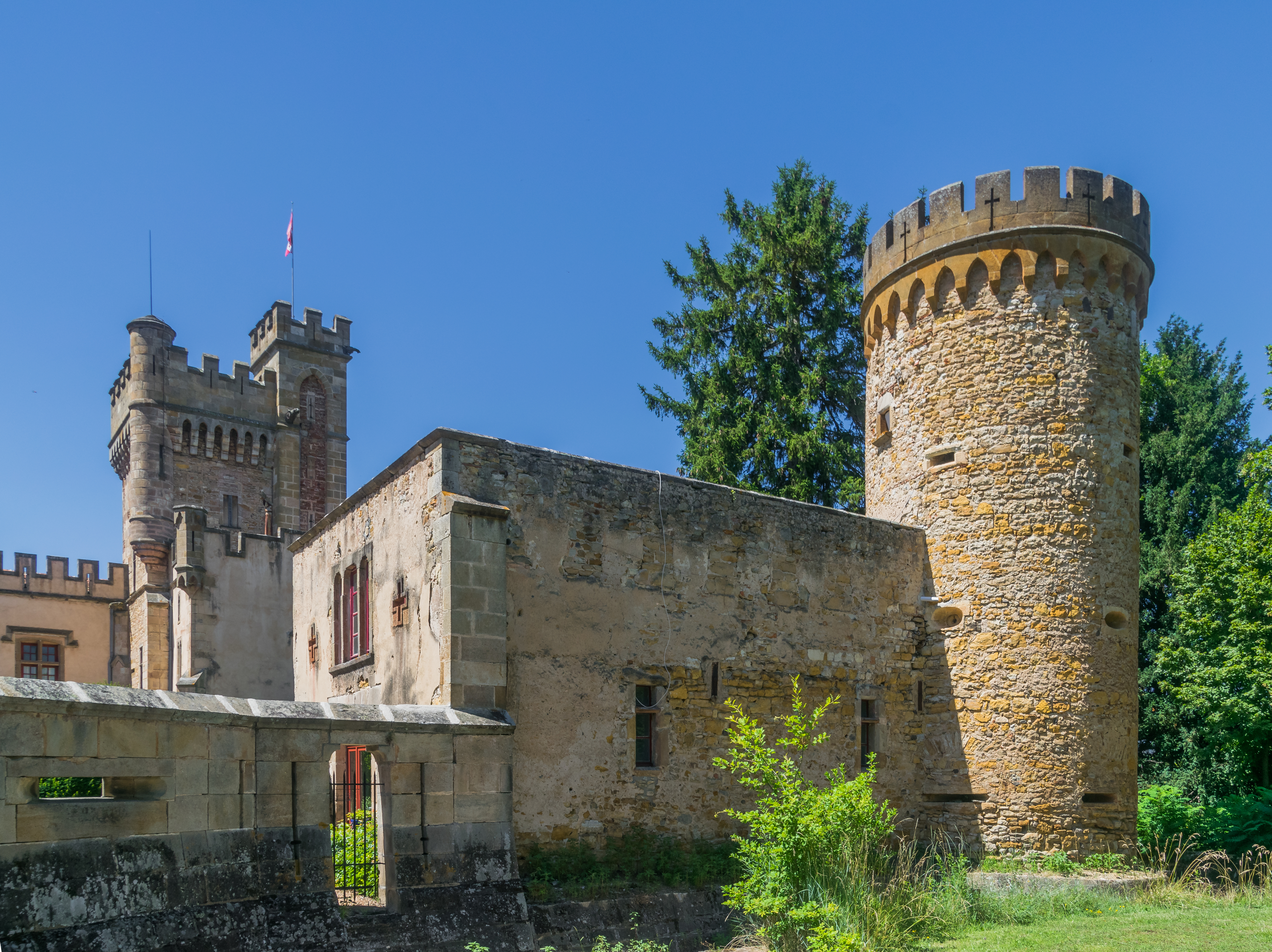
Burg La Grange Fort

- Kirche Notre-Dame-de-l'Assomption
- Burg La Grange Fort

## Persönlichkeiten
- Roland de La Poype (1920–2012), Flieger und Industrieller